# Maureen Cusack
Mary Margaret "Maureen" Kiely, más conocida como Maureen Cusack, fue una actriz irlandesa.

## Biografía
En 1945 se casó con el actor Cyril Cusack, y tuvieron cinco hijos: Paul Cusack (director), Padraig Cusack (productor) y las actrices Sorcha Cusack, Niamh Cusack y Sinéad Cusack.
Es abuela del actor Max Irons, el fotógrafo Samuel Irons, el político Richard Boyd Barrett, Callam Lynch, Megan Cusack y Kitty Cusack.
Falleció el 18 de diciembre de 1977.

## Carrera
En 1957 apareció en el tercer episodio de The Rising of the Moon interpretando a la hermana Therese.
En 1971 se unió al elenco de la película Von Richthofen and Brown donde dio vida a la madre de Richthofen

## Filmografía

### Películas
| Año  | Programa                     | Personaje           | Notas |
| ---- | ---------------------------- | ------------------- | --- |
| 1975 | The Loves of Cass Maguire    | Alice Maguire       | junto a Siobhan McKenna, J.G. Devlin, Seamus Forde, Eve Watkinson y Christopher Casson                            |
| 1971 | Von Richthofen and Brown     | Madre de Richthofen | junto a John Phillip Law, Don Stroud, Corin Redgrave, Stephen McHattie, Robert La Tourneaux y Peter Masterson     |
| 1957 | The Rising of the Moon       | Hermana Therese     | junto a Tyrone Power, Noel Purcell, Cyril Cusack, Jack MacGowran y Jimmy O'Dea                                    |
| 1947 | Odd Man Out                  | -                   | junto a James Mason, Robert Newton, Cyril Cusack, F.J. McCormick, William Hartnell, Robert Beatty y Dan O'Herlihy |
| 1946 | Playboy of the Western World | -                   | junto a Adrian Byrne, Edward Byrne, Joyce Chancellor, Alan Crawley y Rose Murray                                  |